# Moțăței-Gară
Moțăței-Gară – wieś w Rumunii, w okręgu Dolj, w gminie Moțăței. W 2011 roku liczyła 758 mieszkańców.